# 阿拉尔孔内斯门

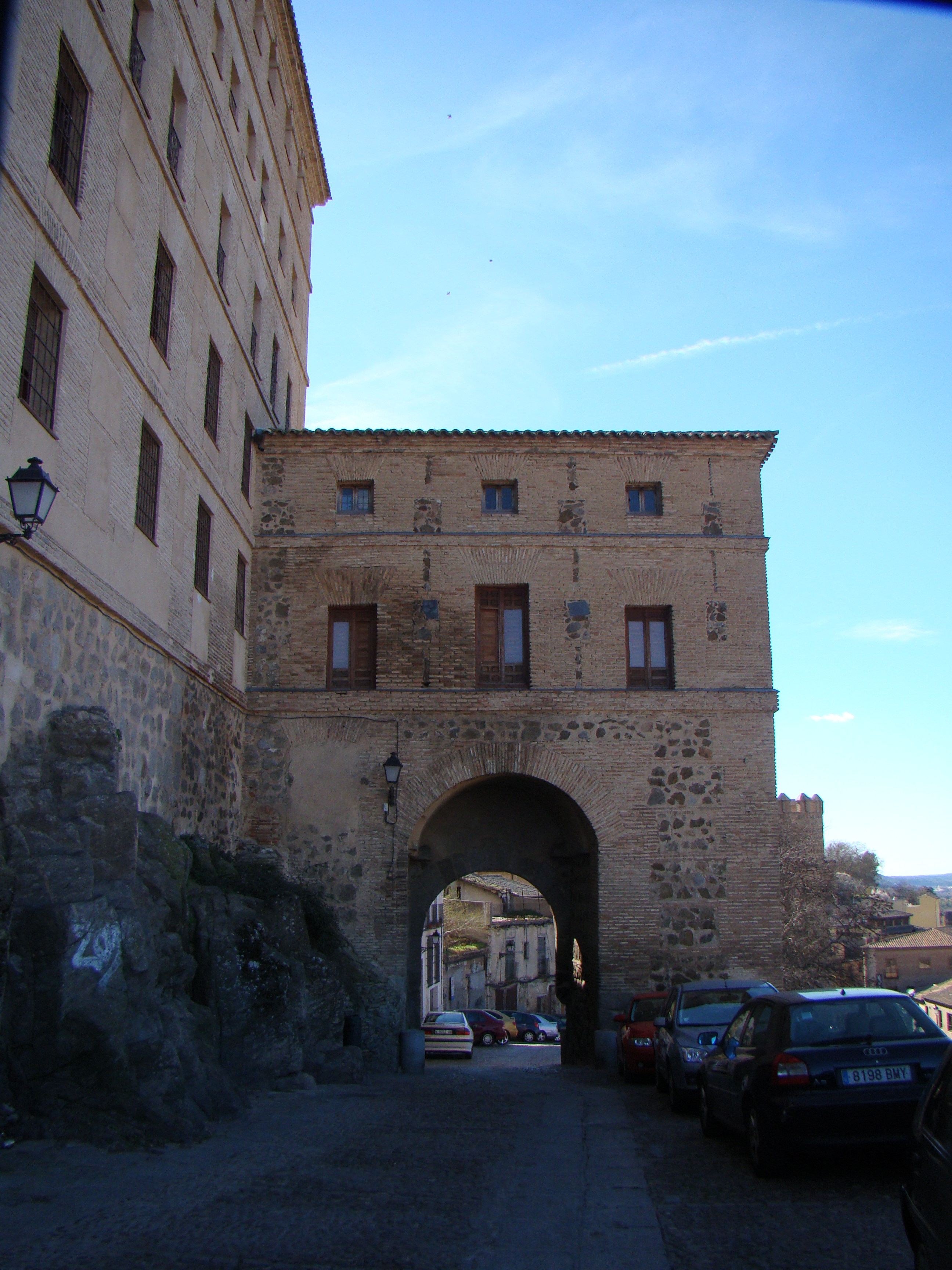
阿拉尔孔内斯门

阿拉尔孔内斯门（西班牙语：Puerta de Alarcones）是西班牙卡斯蒂利亚-拉曼恰自治区托莱多的一个城门，它在1216年莫扎拉布语文件中称为莫阿瓜门（Puerta de Moaguía），又名铁匠门（Puerta Alta de la Herrería）, 因为它位于一条街道的尽头，这条街是铁匠作坊的所在地。
从阿拉尔孔内斯门前往苏克德贝尔广场（Plaza de Zocodover），要经过一条陡峭的街道武器街（calle de las Armas）,这里可以瞭望阿拉尔孔内斯门与太阳门（Puerta del Sol）,每当一些重要人物访问托莱多时，会进行装饰。
它是该市城墙最古老的部分之一，属于西哥特建筑。 阿拉尔孔内斯门原本应该也有一个设防的顶部，不过已被摧毁。
最近在其右侧炮塔发现了一个楼梯，比这个炮塔更早存在，可以进入城墙。 
1921年12月，阿拉尔孔内斯门连同托莱多的其余城门、城墙和桥梁,都被列为西班牙国家文物古迹。